# OFF (電子遊戲)
《OFF》是一款於2008年發布的法語電子角色扮演遊戲，由比利時開發團隊Unproductive Fun Time使用《RPG製作大師2003》引擎製作。該團隊由馬丁·利特雷姆（Martin Georis、藝名「Mortis Ghost」）和康拉德·科爾德伍德（Alias Conrad Coldwood）組成。該遊戲憑藉其故事情節、獨特的角色設計及鮮明的氛圍在玩家社群中廣受好評。遊戲以一名神秘的人形角色「擊球手（le Batteur）」為核心，他被賦予一項「神聖使命」：淨化《OFF》的世界。在玩家的引導下，擊球手穿越四個充滿奇幻色彩的區域，隨著冒險進程，遊戲世界的秘密逐步揭示。
2024年12月19日，Fangamer平台宣布遊戲將於2025年推出全新版本，並登陸Nintendo Switch和Steam平台。本次版本將加入全新的戰鬥系統及額外的隱藏內容，並開放預購服務。此外，玩家可選擇預購兩種實體版本，其中包括收藏版，該版本並收錄一本名為《OF》的漫畫，該漫畫為遊戲的前傳故事。

## 遊戲操作
《OFF》的遊戲系統採用了經典角色扮演遊戲（RPG）的核心設計，包含角色升級、新隊友招募以及提升玩家屬性（如攻擊力與防禦力）。與傳統的「技能」系統不同，遊戲設計了一種名為「特殊能力」的機制，並提供自動戰鬥功能。遊戲的戰鬥系統以獨特的元素機制為特色，每次攻擊都屬於某種元素，而敵人可能對特定元素有弱點或抗性。這些元素包括煙霧、金屬、塑膠、肉類與糖分。
遊戲地圖分為數個獨立的「區域」（Zones），玩家需使用從守護者處獲得的星座卡（Zodiac）才能解鎖新區域。遊戲共有三個主要區域，外加一個作為遊戲教學的「0號區域」，以及一個特殊區域「房間」（Chambre），該區域內包含回憶片段、可能的檔案損壞情節與兩種不同的結局。《OFF》亦加入多樣化的謎題設計，例如按順序操作方塊、偽裝成守衛上司的朋友以通過檢查，或在避開敵人（如幽靈）的同時拉動開關。每個區域的謎題風格各有特色，有些區域（如0號區域）甚至專注於單一類型的謎題。
根據Mortis Ghost表示，該遊戲的靈感來自《七面殺手》、《最終幻想》以及《神秘島》。在發布試玩版並得到了玩家群的認可後，他決定在2008年發布一個完整版本。儘管該遊戲經常被拿來與《地球冒險》系列作比較，但Mortis Ghost表示兩者的相似性純屬巧合。

## 故事大綱
遊戲開始時，玩家需輸入自己的名字，之後便可操控主角——身穿棒球制服的「擊球手」（le Batteur）。他肩負著「淨化世界」的神聖使命。在一隻會說話的貓「法官」（le Juge）的指引下，擊球手開始穿越各個區域，目的是擊敗每個區域的守護者。
隨著冒險的推進，玩家逐漸發現各個區域與其守護者的生命密切相關，而當守護者死亡時，區域內的所有生命也會隨之消失。事實上，擊球手的真正目標正是透過摧毀守護者，來徹底消滅這些區域的生命。他最終抵達名為「房間」的特殊區域，並與統轄所有區域的女王（la Reine）展開對決。女王譴責擊球手的所作所為並向其發動攻擊，但最終敗北。
擊球手擊敗女王後，遇見了一名名為雨果（Hugo）的孩子。雨果是召喚擊球手與女王的存在，但他也被擊球手殺害。在結局中，擊球手發現了一個能徹底完成世界淨化的開關，然而此時法官現身，指責擊球手與玩家欺騙了自己，並摧毀了所有區域。法官請求玩家反抗擊球手，並幫助自己擊敗他。
玩家若選擇支持擊球手，則可以打敗法官並啟動開關，完成世界的淨化；若選擇支持法官，則可阻止擊球手的計畫。儘管法官對區域的毀滅感到痛心，他仍然堅信這樣的結局比擊球手的勝利更為可取。最終，法官孤獨地穿行於已被「淨化」的荒涼世界中。

## 評價
《OFF》憑藉其劇情、角色以及遊戲氛圍獲得廣泛好評。PC Gamer的海蒂坎普斯（Heidi Kemps）稱其為「一款令人難忘且充滿魅力的RPG，內含諸多具挑戰性、象徵性且極具深度的謎題與主題。」Rock,_Paper,_Shotgun的亞當·斯密（Adam Smith）則將其與《太空葬禮》作比較。
此外，《OFF》在玩家社群（特別是Tumblr）中擁有極高的人氣，並成為2008年Tumblr上第六多被轉發的遊戲，僅次於五款AAA大作。

## 外部連結
- 官方网站
- 重製版官方網站
- 作者Mortis Ghost的X帳號
- 官方Instagram帳號
- 官方X帳號
- RPG Maker官方網站 （页面存档备份，存于）